# Camping à la ferme (film)
Pour l’article homonyme, voir Camping à la ferme.
Pour plus de détails, voir Fiche technique et Distribution.
Camping à la ferme est un film français de Jean-Pierre Sinapi, sorti en 2005.

## Synopsis
Cette comédie suit six jeunes de quartiers populaires franciliens encadrés par un éducateur (Roschdy Zem) lors d'un séjour à la campagne afin d'effectuer des travaux d'intérêt général. Un vrai choc des cultures pour ces jeunes « TIGistes », qui n'ont jusqu'alors jamais quitté leur cité, face aux habitants du village n'ayant jamais vu de jeunes de cité.

## Fiche technique
- Titre original : Camping à la ferme
- Réalisation : Jean-Pierre Sinapi
- Scénario : Azouz Begag
- Dialogues et adaptation : Daniel Tonachella
- Société de production :  LexardPictures
- Budget : 4,16 Millions d'€[1]
- Pays de production :  France
- Langue originale : français
- Durée : 92 minutes (1 h 32)
- Date de sortie :
  - France : 29 juin 2005

## Distribution
- Roschdy Zem : Amar, l'éducateur qui encadre les jeunes « TIGistes » pendant le séjour à la campagne
- Julie Gayet : la juge
- Rafik Ben Mebarek : Jean-Rachid, jeune issu du quartier parisien de la Goutte-d'Or (Barbès), ami de David
- Jean-Noël Cridlig-Veneziano : Luigi, jeune Français d'origine sicilienne issu de Romainville et converti à l'islam, se distinguant par sa foi très prononcée
- Hassan Ouled-Bouarif : Larbi, jeune devant effectuer le TIG pour éviter la prison ferme, à la suite d'affaires de stupéfiants
- Yves Michel : David, jeune nerveux issu du quartier parisien de Belleville, appartenant à la communauté juive
- Aghmane Ibersiene : Assane, jeune d'origine algérienne, toujours vêtu d'un costume-cravate
- Marc Mamadou : Bouba, jeune d'origine sénégalaise issu de Stains, considéré comme un « fils maudit » par sa mère
- Nadine Marcovici : Gisèle, maire du village
- Daniel Tonachella : Cuistot et mari de Gisèle
- Julie Delarme : Anaïs, la jeune fermière
- Jean-François Stévenin : Gaston, le père d'Anaïs, ancien combattant de la Guerre d'Algérie
- Mickaël Masclet : Léo, le petit frère handicapé d'Anaïs, d'abord moqué par les TIGistes mais qui devient ensuite leur ami, notamment de Bouba
- Dominique Pinon : Rodolphe Peretti, villageois raciste
- Jean-Paul Bonnaire : Jacky, le comparse de Rodolphe
- Linda Bouhenni : Cindy, la petite amie d'Assane
- Bruno Lochet : Bébert, paysan ayant de graves troubles respiratoires, qui encadre Jean-Rachid et David pour la réfection d'un terrain de football
- Michel Fortin : Raymond, artisan, qui encadre Luigi et Larbi pour la rénovation de l'église.
- Jean-Claude Frissung : le prêtre
- François Sinapi : le boucher
- Valérie Crouzet : la bouchère
- Jacques Giraud : le patron de café
- Robert Rollis : le vieil agriculteur, surnommé « Monsieur 72 moissons » et dont le jeune Assane est chargé de s'occuper.
- Franck Marion  : le moniteur de saut à l'élastique
- Pasquale d'Inca : le brigadier
- Franck Adrien  : un gendarme
- Loïc Varraut : le journaliste de France 3 Régions

## Autour du film
- Contrairement à ce que sous-entend le titre, Camping à la ferme ne traite pas de camping : en effet, les jeunes sont supposés dormir dans des tentes dans un champ mais, l'un d'eux ayant laissé l'équipement à leur départ, le groupe utilise finalement une grange, durant toute la durée du récit.
- Azouz Begag, auteur du scénario original, est nommé ministre délégué à la Promotion de l'Égalité des chances le 2 juin 2005, soit 27 jours avant la sortie du film.
- La scène du tribunal au début du film a été tournée sur le campus de l'université de Marne-la-Vallée, au bâtiment IFI.[réf. nécessaire]
- Il s'agit du dernier film tourné avec Robert Rollis.